# Torrent de Coanegra
El Torrent de Coanegra també anomenat Torrent del Freu o torrent d'Orient en el seu curs alt, és un torrent que neix a la vall d'Orient i creua la serra de Tramuntana, unint aquesta vall amb la vall de Coanegra (Santa Maria del Camí).
El seu curs alt recull les aigües del vessant meridional de la serra d'Alfàbia, de la comuna de Bunyola així com dels cims del Castellot i la Talaia de cals Reis. Després de creuar la vall d'Orient, entra en un barranc molt tancat, ple de salts com el del Freu i diferents gorgs de abundant cabal. És per aquest motiu que aquest tram del torrent és força transitat per barranquistes i excursionistes. A prop de son Pou, ja dins el terme de Santa Maria del Camí, el torrent surt del barranc i entra a la vall de coanegra, una vall molt lligada a l'aprofitament hídric de l'aigua del torrent; on històricament s'hi establiren molins d'aigua i horta. Després d'entrar de ple al Raiguer, segueix direcció llebeig tot resseguint l'antiga carretera de Palma a Inca (Ma-13a) i finalment aboca les seves aigües al torrent Gros al Pont d'Inca, després de rècorrer un total de 16 km.